# Microchip Technology
Microchip Technology Inc. ist ein amerikanischer Halbleiterhersteller aus Chandler (Arizona).

## Geschichte
Microchip Technology Inc. wurde im Jahr 1989 als Halbleiterhersteller aus dem Konzern General Instrument ausgegründet. Aus dieser Zeit stammen die ersten PICmicros, PIC16C54. Die Aktie des Unternehmens wird an der New Yorker Börse NASDAQ gehandelt. Eigene Halbleiter-Fabriken produzieren fast 100 % aller Halbleiter in Tempe, Arizona und Gresham, Oregon.
2010 übernahm Microchip mit Silicon Storage Technology einen Hersteller von Speicherbausteinen.

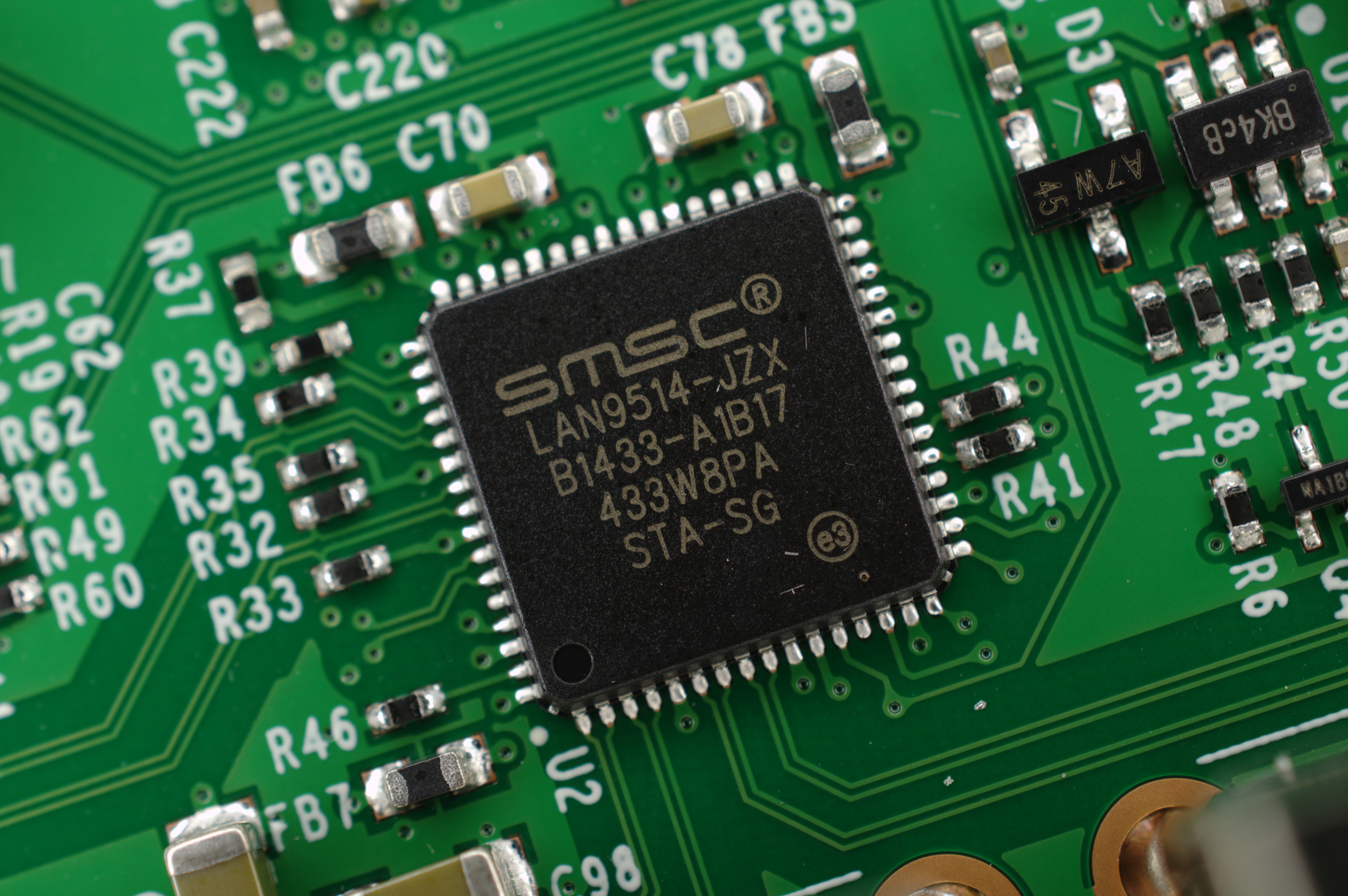
SMSC LAN9514 Netzwerk-USB-Hub-Controller auf dem Raspberry PI 3

Im Mai 2012 übernahm Microchip die für Produkte unter anderem im Bereich des Kfz-MOST-Bus' bekannte Firma SMSC. Auch der auf dem Raspberry Pi eingesetzte Netzwerk-USB-Controller (LAN9512/14) stammte ursprünglich von SMSC.
2014 übernahm Microchip den Mixed-Signal-Halbleiterhersteller Supertex.
2015 kaufte Microchip für 839 Mio. US-$ den Power-Management-Spezialisten Micrel.
Im Januar 2016 akzeptierte Atmel die Übernahme durch Microchip und brach damit eine zuvor mit Dialog Semiconductor getroffene Vereinbarung. Durch die Übernahme wurde Microchip zum drittgrößten Mikrocontroller-Anbieter nach Renesas und NXP Semiconductors. Die Übernahme wurde im April 2016 abgeschlossen.
Im März 2018 gab Microchip die Absicht bekannt, Microsemi für ca. 8,35 Milliarden Dollar zu übernehmen, um die Position im Luftfahrt- und Rüstungsbereich zu stärken. Der Abschluss der Übernahme wurde im Mai 2018 bekanntgegeben.

## Produkte
Zu den bekanntesten Produktserien gehören die PIC-Mikrocontroller und die (mit Atmel übernommenen) AVR-Mikrocontroller, die auch bei Hobby-Elektronikern sehr beliebt sind. Hierfür liefert Microchip auch notwendige Entwicklungsumgebungen (Hardware und Software). Im Umfeld der Mikrocontroller sind Temperatur- und Leistungshalbleiter im Portfolio sowie Schnittstellenbausteine (verschiedene x/y-Konverter wie analog/digital, digital/analog, Frequenz/Spannung und Spannung/Frequenz sowie Schnittstellen im computertechnischen Sinne wie serielle Schnittstelle, CAN-, Infrarot- und Ethernet-Schnittstellen usw.) und Speicher (serielle und parallele EEPROMs). Für die sogenannte Radio Frequency Identification gibt es ebenfalls unterschiedliche Bausteine, sowie auch die sogenannte KeeLoq-Serie, welche sich zur Authentifizierung eignet.